# SN 2011ik
SN 2011ik – supernowa typu Ia odkryta 24 listopada 2011 roku w galaktyce UGC 1871. W momencie odkrycia miała maksymalną jasność 17,90m.